# 헤라클레스 (1983년 영화)
헤라클레스(Hercules)는 이탈리아에서 제작된 루이지 코지 감독의 1983년 영화이다. 루 페리그노 등이 주연으로 출연하였고 요람 글로버스 등이 제작에 참여하였다.

## 출연

### 주연
- 루 페리그노
- 브래드 해리스
- 시빌 대닝

### 조연
- 로산나 포데스타
- 잉그리드 앤더슨
- 미렐라 단젤로
- 윌리엄 버거

## 한국판 성우진(KBS, 1992년 1월 4일)
- 유강진 - 헤라클레스 (루 페리그노)
- 송연희 - 아리아나 (시빌 대닝)
- 서혜정 - 카시오페아 (잉그리드 앤더슨)
- 탁원제 - 미노스왕 (윌리엄 버거)
- 김성희 - 키르케 (미렐라 단젤로)
- 장정진 - 해설
- 김규식
- 박은숙
- 유남희
- 이규화
- 강구한
- 김영민
- 김태웅

## 제작진
- 미술: 마시모 안토넬로 겔렝
- 의상: 아드리아나 스파다로